# Taucha, Burgenland
Taucha là một đô thị thuộc huyện Burgenland, bang Sachsen-Anhalt, Đức. Đô thị Taucha, Burgenland có diện tích 5,27 km², dân số thời điểm ngày 31 tháng 12 năm 2006 là 641 người.